# Pettigo
Pettigo (auch Pettigoe; irisch Paiteagó) ist eine kleine Gemeinde an der Grenze  des Countys Donegal in der Republik Irland und des District Fermanagh and Omagh in Nordirland. Der Fluss Termon bildet die Grenze und teilt gleichzeitig den Ort. Der in Nordirland liegende Teil heißt offiziell Tullyhommon (irisch Tulaigh Uí Thiomáin), wird aber von den Bewohnern High Street genannt.

## Herkunft des Namens
Bis in das späte 18. Jahrhundert war die Gegend als An Tearmann bekannt, was so viel wie Zufluchtsort bedeutet. Über die lateinische Übersetzung protectio entstand das irische Paiteagó und daraus das englische Pettigo.

## Bevölkerung
Bei der irischen Volkszählung 2016 war die Gemeinde in die drei Bezirke Pettigo (390), Grousehall (75) und Templecarn (123) eingeteilt. Die daraus resultierende Einwohnerzahl von zusammen 588 ergibt 12 Bewohner weniger als bei der Zählung 2011. Die nordirische Zählung im Jahr 2011 hatte für Tullyhommon 63 Einwohner ergeben.

## Tourismus
Die Gegend um Pettigo mit den Bergen und Seen ist gut geeignet zum Wandern, Reiten und Angeln. Hauptsächlich ist Pettigo aber bekannt als Ausgangspunkt zu dem Wallfahrtsort Station Island auf dem nahegelegenen Lough Derg.

## Verkehrsanbindung

### Bahn
Im Jahr 1866 wurde Pettigo an das Bahnnetz angeschlossen. Dadurch waren unter anderem Ballyshannon, Enniskillen und Dublin Amiens Street erreichbar. Durch die Teilung Irlands 1922 und zunehmenden Straßenverkehr wurde die Bahn immer weniger benutzt. Im Jahre 1957 wurde die Strecke geschlossen.

### Bus
Außer einer Verbindung zum Lough Derg an Wochenenden in den Sommermonaten (Route 486) fährt Bus Éireann Pettigo nicht an. Mit der Ulsterbus Linie 194 von/nach Enniskillen ist der Ort aber an das Busnetz angeschlossen.

## Persönlichkeiten
- Miler Magrath (1522–1622), Erzbischof
- John Kells Ingram (1823–1907), Dichter